# Высока (Олесненский повет)
Высо́ка (пол. Wysoka) — село в Польше в гмине Олесно Олесненского повета Опольского воеводства.

## География
Село находится в 5 км от административного центра гмины города Олесно и в 40 км от административного центра воеводства города Ополе.

## История
С 1945 по 1954 год село Высока было центром одноимённой гмины.
В 1975—1998 годах село Высока входило в Ченстоховское воеводство.